# Giacomo Savelli (cardenal)
No confundir con el Papa Honorio IV (+ 1287), de nombre también Giacomo Savelli.
Giacomo Savelli (Roma, 28 de octubre de 1523 – ibidem 5 de diciembre de 1587) fue un cardenal italiano de la iglesia católica.

## Biografía
Miembro de la familia Savelli, Giacomo Savelli nació en Roma in 1523, hijo del noble Giambattista Savelli y de Costanza Bentivoglio.  Su abuela paterna, Camilla Farnese, era prima del Alejandro Farnesio, y por tanto gozó desde su juventud de la protección del este. Savelli estudió latín y griego para luego, enviado por ALejandro, siguió en la universidad de Padua los estudios de derecho. Obtuvo el título en utroque iure e inició la carrera eclesiástica. 
A los dieciséis años, el 8 de diciembre de 1539, gracias también al apoyo de la facción farnesa y del cardenal Alessandro Farnese, fue creado Cardenal-Diácono de Santa Lucia en Orphea, que cambió, durante su larga carrera, con otros títulos: Santa Lucía en Selci, S. Cosma y Damiano, S. Nicola en Carcere. Del 5 de noviembre de 1540 al 19 de noviembre de 1554 administró la diócesis de Nicastro y del 29 de mayo de 1555 fue obispo de Gubbio hasta el 6 de febrero de 1556, pero al año siguiente renunció a esta sede episcopal en favor de su hermano Mariano Savelli y renovó por la diócesis de Nicastro, en la que se instaló su hermano Mariano entre el 19 de noviembre de 1554 y el 6 de febrero de 1556, que mantuvo hasta el 26 de enero de 1560. En 1545 fue nombrado obispo de Teramo (15 de abril de 1545 a 26 de mayo de 1546). Estuvo destinado en la zona de las Marcas, desde 1551 hasta 1555, donde también se esforzó para defender la costa de las incursiones y asaltos turcos.
En 1557, Pablo IV lo llamó a formar parte de la congregación de la Inquisición y, como miembro del Santo Oficio, firmó los procedimientos del juicio contra Pietro Carnesecchi bajo el mando del Papa Carafa, pero en cambio fue excluido de la congregación que examinó, en abril de 1559, la causa del cardenal Giovanni Morone, aunque había participado regularmente en las sesiones anteriores. El 19 de enero de 1560 fue nombrado vicario de Roma por Pío IV quien, en la reforma de los tribunales romanos, había establecido que el cargo se confiara a un cardenal. Desde el principio, implementó una serie de medidas en línea con los principios tridentinos para reducir los abusos, moralizar al clero, disciplinar el culto de las reliquias y, sobre todo, remodelar y apoyar las funciones pastorales. El 26 de enero de 1560, gracias a la intervención del cardenal Alessandro Farnese, se le asignó la diócesis de Benevento.
En 1561 fue ascendido a sacerdote cardenal con el título de S. María en Cosmedin. En 1562, cuando los miembros de la Congregación de la Inquisición llegaron a diez, Pío V también llamó a Savelli para que se integrara en ella: su trabajo trataba principalmente la correspondencia con los vicarios y los inquisidores periféricos, como demuestran, por ejemplo, las cartas enviadas a los arzobispos de Nápoles o sus vicarios en relación con casos de brujería, herejía, poligamia, etc. En 1565, Pío IV lo nombró para formar parte de la congregación cardenalicia encargada de la fundación del seminario romano.
Estaba muy ligado a la Compañía de Jesús y, en la iglesia de Gesù se fue construyendo una capilla en el crucero izquierdo, decorada con preciosos mármoles y con un crucifijo tallado, que a su muerte aún no se había terminado. Hizo restaurar la puerta principal de la basílica de Letrán y en Albano, feudo de la familia, comenzó la construcción de la iglesia de S. Pietro. Habiendo cambiado el título de S. Maria in Cosmedin al de S. Maria in Trastevere, en 1577 fue creado cardenal obispo de Sabina., al año siguiente de Tusculum y en 1583 de Porto. Seguidor de Filippo Neri, más tarde ofreció "muchos favores" a la Congregación del Oratorio. En 1577, a la muerte del cardenal Scipione Rebiba, como decano del Santo Oficio, se convirtió en inquisidor mayor. Participó, como vicario, en la congregación creada por Pío V para proveer la reforma del clero romano y, en 1574, formó parte de la congregación para la reforma del ceremonial que devino en la Congregación del Ceremonial.
En su actividad inquisitorial estuvo particularmente vinculado al cardenal de Santa Severina, Giulio Antonio Santorio, con quien colaboró activamente en el control y la represión de las herejías, las supersticiones y la brujería. Se encargó del examen de las obras de Michele Bajo y el 30 de enero de 1580 firmó la instrucción de censura enviada al teólogo Francisco de Toledo Herrera. En el cónclave de 1585 se propuso entre los candidatos elegibles por la facción de Farnese, pero en su candidatura pesaba una reputación negativa, difundida por los opositores, que le atribuía varios hijos naturales. En realidad, Savelli era considerado un alter ego de Alessandro Farnese (Visceglia, 2013, p. 346) y en él pesaba la exclusividad de la facción de los Medici liderada por el Cardenal Ferdinando de Medici. Savelli también se inscribió en la facción española, como lo demuestran sus relaciones con el embajador de Felipe II en Roma, Enrique de Guzmán, Conde de Olivares.
Fue precisamente la relación sólida y duradera con el cardenal de Santa Severina lo que determinó la animadversión de Sixto V hacia Savelli: en 1586, contra la costumbre, el Papa envió memoriales de importancia para el Santo Oficio directamente a Santori y no al decano Savelli. Como recuerda el cardenal de Santa Severina, "Algunos juzgaron que Sixto V hizo esto para deshonrar la estrecha amistad que existía entre el Cardenal Savello y yo" (Autobiografía, en La vida del cardenal Giulio Antonio Santorio ..., 1890, pág. 174). El 10 de junio de 1587, cuando se abrió el proceso de canonización de Felice da Cantalice, Savelli, como vicario, delegó al obispo Giulio Ricci como su representante.
Murió en Roma el 5 de diciembre de 1587 y, una vez más, Sixto V dio pruebas de su resentimiento contra los Farnese-Savelli cuando "su voluntad era del Papa, por dinero, cobarde y brutalmente aniquilada y quebrantada" (p. 181). Fue enterrado en la iglesia del Gesù y la inscripción conmemorativa fue colocada en 1694 por el Príncipe Giulio Savelli. Su retrato, de Scipione Pulzone, se conserva en la Galería Corsini de Roma.